# Castle Gresley
Castle Gresley est une paroisse civile et un village du Derbyshire, en Angleterre.